# توم فيشر (لاعب كرة قاعدة)
توم فيشر (بالإنجليزية: Tom Fisher)‏ هو لاعب كرة قاعدة أمريكي، ولد في 1 نوفمبر 1880 في مدينة اندرسون في الولايات المتحدة، وتوفي بنفس المكان في 3 سبتمبر 1972.

## وصلات خارجية
- توم فيشر على موقعبيزبول رفرنس.كوم (الدوري الرئيسي) (الإنجليزية)
- توم فيشر على موقعبيزبول رفرنس.كوم (الدوري الثانوي) (الإنجليزية)